# Abu Yusuf Ibn Djahan Xa
Abu Yusuf Ibn Djahan Xa (+1469) fou el darrer emir qara qoyunlu. El 1467 fou cegat per Uzun Hasan després de la batalla en la qual van morir el seu pare Djahan Shah i el seu germà Muhammadi i ell mateix havia estat capturat.
El seu germà l'emir i sultà Hasan Ali es va suïcidar a Hamadan l'abril de 1469. Les tribus que havien donat suport als qara qoyunlu s'havien passat quasi totes a Uzun Hasan dels aq qoyunlu, però els amirs de la tribu dels baharlu, la tribu central dels qara qoyunlu, la sort dels quals estava lligada a la dinastia, restaven lleials. El cec Abu Yusuf fou portat pels begs cap al Fars que restava possessió qara qoyunlu. Allí, a Siraz, fou aclamat com a sultà, però va morir al cap de poc a mans d'Ughrurlu Mehmed, fill d'Uzun Hasan, que va conquistar els darrers territoris qara qoyunlu (Fars i Kirman).
Amb ell es va acabar la dinastia.